# 東船場ジャンクション

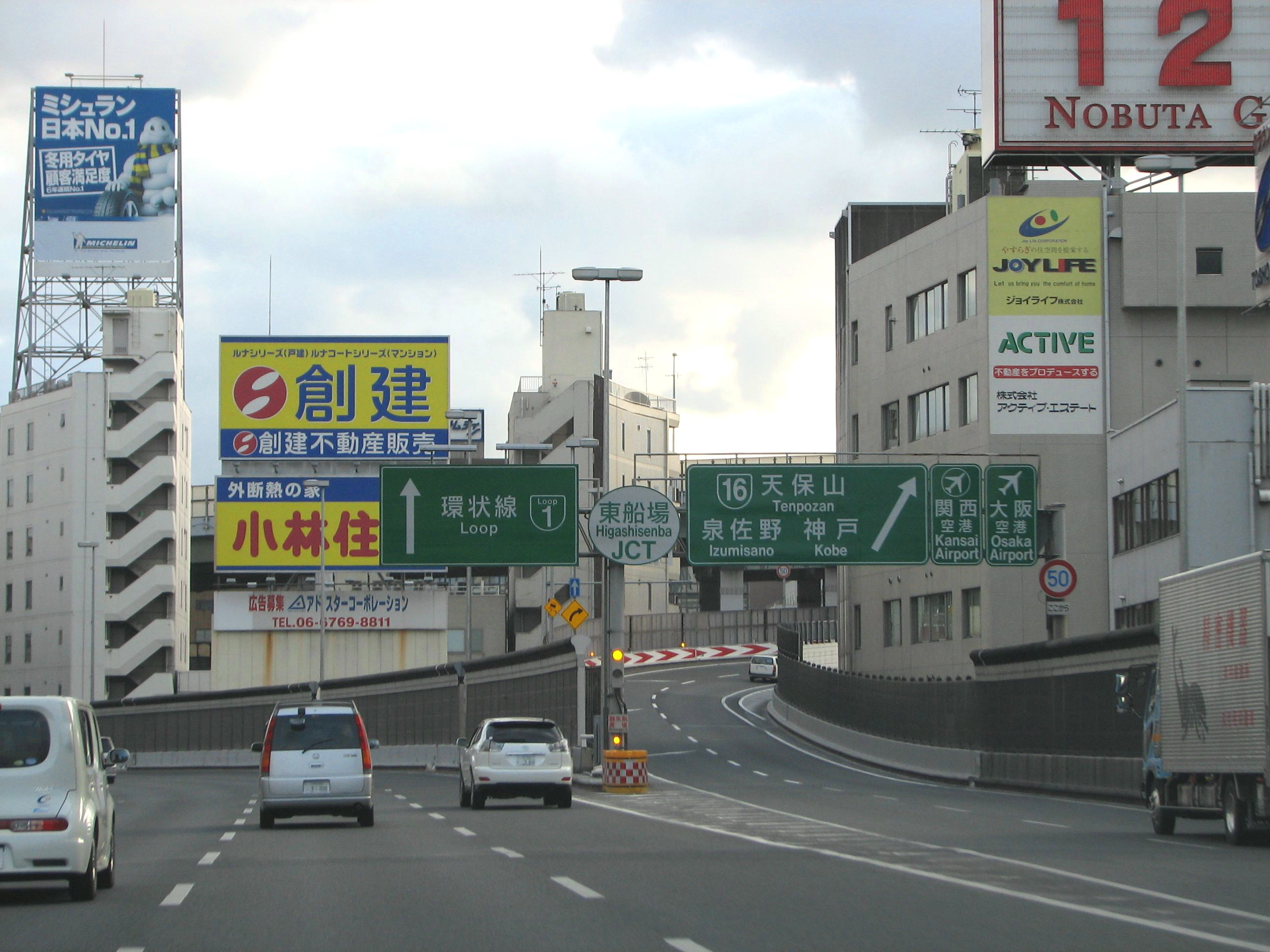
案内板（環状線方面から）

東船場ジャンクション（ひがしせんばジャンクション）は、大阪府大阪市中央区の阪神高速道路1号環状線と13号東大阪線のジャンクション。阪神高速道路公団時代には「内本町インターチェンジ」と呼ばれていたことがあるが、現地に標識等は設置されておらず名称が曖昧であったため、2009年に正式に現在の名前になった。

## 道路
- 阪神高速1号環状線
- 阪神高速13号東大阪線

### 案内板

#### 環状線
- 右：天保山・湾岸線・神戸線
- 中央：環状線
- 左：奈良・近畿道・第二阪奈道路

#### 西行き
- 右：天保山・湾岸線・神戸線
- 左：環状線

#### 東行き
- 右：環状線
- 左：奈良・近畿道・第二阪奈道路

## 歴史
- 1965年（昭和40年）12月12日：1号環状線の梅田 - 道頓堀間が開通[5]。
- 1970年（昭和45年）3月8日：13号東大阪線の西横堀 - 法円坂間開通により、当JCTが供用[2][6]。
- 2009年（平成21年）6月8日：名称が東船場ジャンクションに整理される[4]。

## 隣
阪神高速1号環状線
(1-08) 本町出口 - 東船場JCT - (1-09) 長堀入口
 阪神高速13号東大阪線
西船場JCT - 東船場JCT - (13-01) 法円坂出入口